# Le Haut-Saint-Laurent
Le Haut-Saint-Laurent ((AFI: [ləosɛ̃lɔʀɑ̃]) es un municipio regional de condado (MRC) cabecera de la región del Vallée-du-Haut-Saint-Laurent (Montérégie) en Quebec, Canadá. Fue establecido en 1982. Su capital es Huntingdon.·

## Geografía

Municipios en el MRC del Haut-Saint-Laurent, en rojo Huntingdon, la sede.

Haut-Saint-Laurent se encuentra entre el lago Saint-François al noroeste, el MRC de Beauharnois-Salaberry al norte, el MRC de los Jardins-de-Napierville al este, los condados de Clinton, Franklin y St.Lawrence en los estado estadounidense de Nueva York al sur. Los condados unidos de Stormont-Dundas-Glengarry en la provincia de Ontario y el MRC de Vaudreuil-Soulanges son vecinos del Haut-Saint-Laurent también.

## Historia

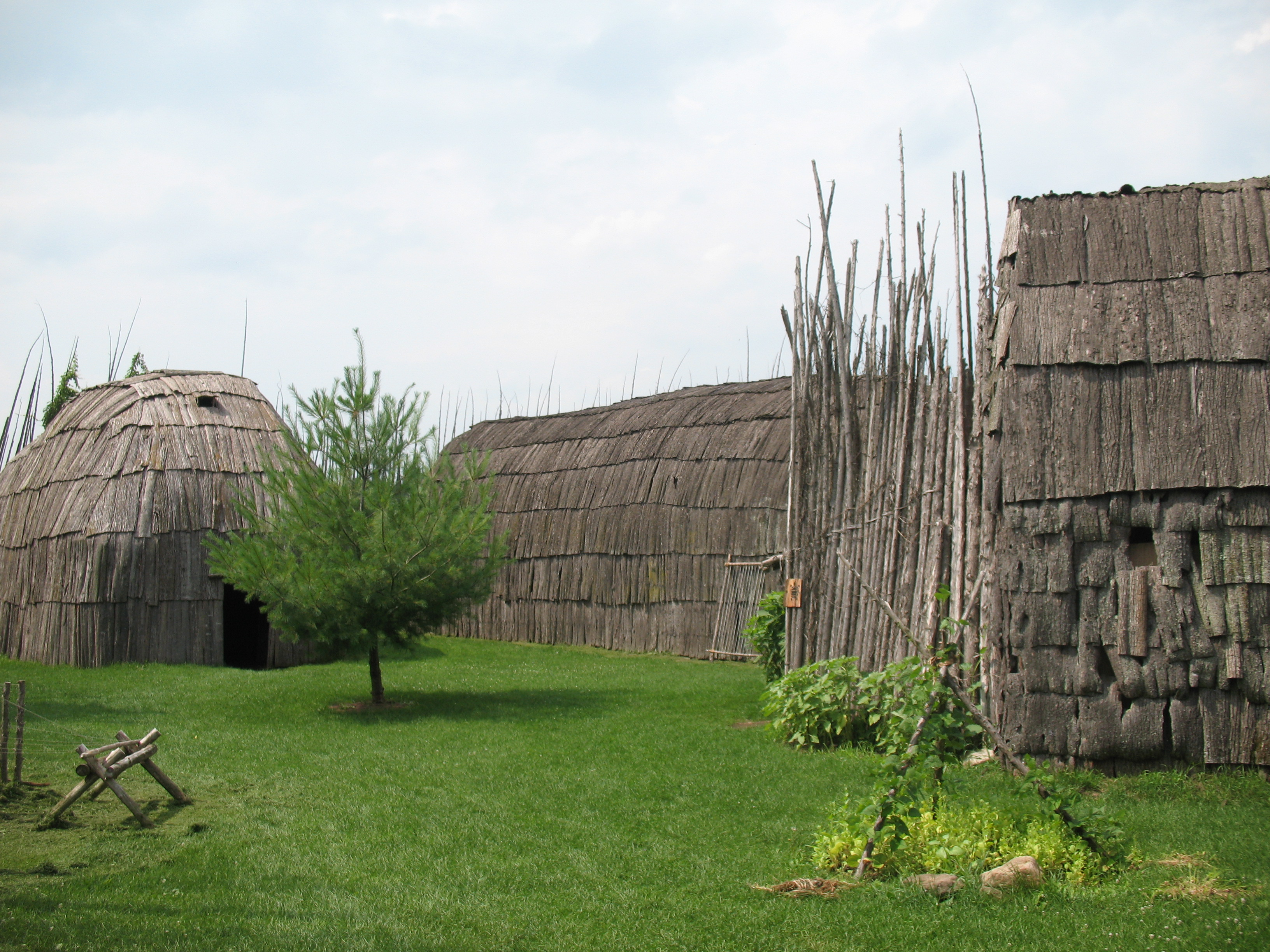
Sitio arqueológico Droulers-Tsiionhiakwatha en Saint-Anicet.

Hacia 1500, Iroquoianos viven en el sitio Droulers-Tsiionhiakwatha, ahora Saint-Anicet. El MRC del Haut-Saint-Laurent fue creado en enero de 1982 para suceder a los antiguos condados de Huntingdon y de Châteauguay.

## Política
El MRC hace parte de la circunscripción electoral de Huntingdon a nivel provincial y de Beauharnois-Salaberry a nivel federal.

## Población
Según el Censo de Canadá de 2011, había 21 197 personas residiendo en este MRC con una densidad de población de 18,1 hab./km². La población ha decrecido de 3,4 % entre 2006 y 2011. El número de inmuebles particulares ocupados por residentes habituales resultó de 9011 a los cuales se suman más de 1730 otros que son en gran parte segundas residencias.

## Componentes
Hay 13 municipios en el MRC.
| Código | Nombre                | Tipo          | Fecha de constitución | Área total (km²) | Área agua (km²) | Área tierra (km²) | Población 2013 | Densidad (hab./km²) |
| ------ | --------------------- | ------------- | --------------------- | ---------------- | --------------- | ----------------- | -------------- | ------------------- |
| 69005  | Havelock              | Cantón        | 01.04.1863            | 89,01            | 0,42            | 88,59             | 753            | 8,5                 |
| 69010  | Franklin              | Municipio     | 31.03.1971            | 112,72           | 0,50            | 112,22            | 1715           | 15,3                |
| 69017  | Saint-Chrysostome     | Municipio     | 29.09.1999            | 100,38           | 0,50            | 99,88             | 2618           | 26,2                |
| 69025  | Howick                | Municipio     | 29.10.1915            | 0,97             | 0,04            | 0,93              | 648            | 696,8               |
| 69030  | Très-Saint-Sacrement  | Parroquia     | 02.04.1885            | 98,80            | 1,62            | 97,18             | 1188           | 12,2                |
| 69037  | Ormstown              | Municipio     | 26.01.2000            | 143,92           | 1,59            | 142,33            | 3673           | 25,8                |
| 69045  | Hinchinbrooke         | Cantón        | 01.07.1855            | 149,58           | 1,44            | 148,14            | 2227           | 15,0                |
| 69050  | Elgin                 | Municipio     | 01.07.1855            | 69,51            | 0,36            | 69,15             | 403            | 5,8                 |
| 69055  | Huntingdon            | Ciudad        | 09.10.1848            | 2,92             | 0,10            | 2,82              | 2451           | 869,1               |
| 69060  | Godmanchester         | Cantón        | 01.07.1855            | 138,53           | 0,07            | 138,46            | 1417           | 10,2                |
| 69065  | Sainte-Barbe          | Parroquia     | 15.06.1886            | 67,28            | 27,05           | 40,23             | 1444           | 35,9                |
| 69070  | Saint-Anicet          | Parroquia     | 01.07.1855            | 179,52           | 44,36           | 135,16            | 2585           | 19,1                |
| 69075  | Dundee                | Cantón        | 01.07.1855            | 84,02            | 2,09            | 81,93             | 418            | 5,1                 |
| 69802  | Akwesasne             | Reserva india | .                     | 61               | 36              | 24,83             | 4843           | 195,0               |
| 690    | Le Haut-Saint-Laurent | MRC           | 01.01.1982            | 1298             | 116             | 1182              | 26 383         | 22,3                |